# Danegeld

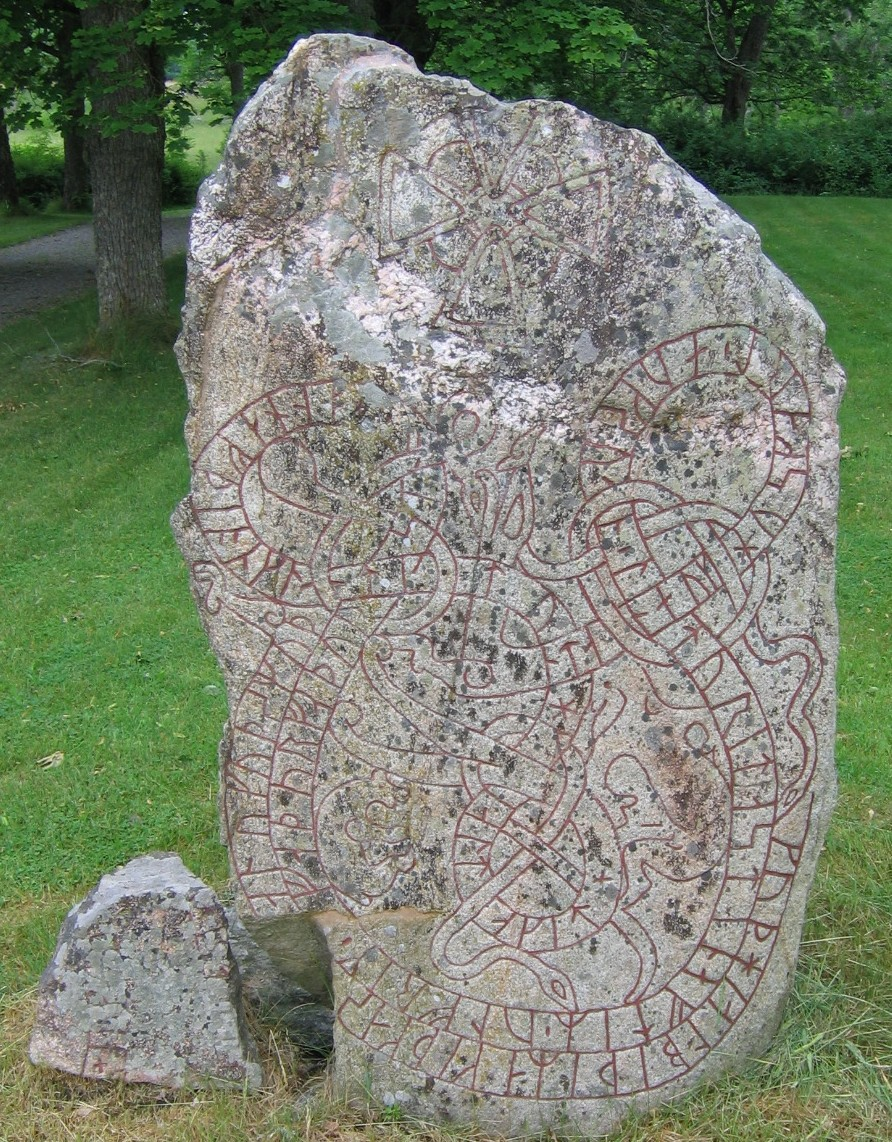
A svédországi Uppland tartományban, Lingsbergben található U 241-es rúnakövet Ulfríkr unokái emelték 1050 körül, annak emlékére, hogy kétszer is kapott danegeldet Angliában.

A Danegeld (/ˈdeɪnɡɛld/; „dán adó”, szó szerint „dán illeték” vagy adózás.) egy adó volt, amelyet azért vetettek ki, hogy a viking fosztogatóknak adót vagy védelmi pénzt fizessenek, megkímélve így a földeket a pusztítástól. Az adót a 11. századi forrásokban geld vagy gafol néven említik. Ez a királyi politika jellemzője volt mind Angliában, mind a Frank Birodalomban a 9. és 11. század között. Az adót egyrészt mint adományt szedték be, hogy megvásárolják a támadók távozását, másrészt mint fizetséget, hogy finanszírozzák a védekező erőket. A Danegeld kifejezés maga csak a 11. század végén jelent meg. Az angolszász Angliában a dánoknak fizetett adót gafol néven ismerték, míg a védelmi haderő fenntartására kivetett adót heregeld (hadsereg-adó) néven nevezték.

## Fordítás
Ez a szócikk részben vagy egészben  a   Danegeld című angol Wikipédia-szócikk ezen változatának fordításán alapul.  Az eredeti cikk szerkesztőit annak laptörténete sorolja fel. Ez a jelzés csupán a megfogalmazás eredetét és a szerzői jogokat jelzi, nem szolgál a cikkben szereplő információk forrásmegjelöléseként.